# Anthony Khelifa
Anthony Khelifa (* 20. September 2005 in Marseille) ist ein französisch-algerischer Fußballspieler, der beim AC Ajaccio in der Ligue 1 spielt.

## Karriere
Khelifa begann seine fußballerische Ausbildung 2009 beim GFC Ajaccio. Im Sommer 2015 wechselte er zum Stadtrivalen AC Ajaccio. In der Saison 2021/22 spielte er bereits einige Male für die fünftklassige Zweitmannschaft und mit der U19-Mannschaft in der Coupe Gambardella. Nach weiteren Einsätzen in der National 3 debütierte er am 23. Spieltag der Saison 2022/23 für die Profimannschaft der Korsen, als er bei einer 0:3-Niederlage gegen den OGC Nizza spät eingewechselt wurde.